# 多拉 (密蘇里州)
多拉（英語：Dora）是位於美國密蘇里州歐扎克縣的非建制地區。

## 歷史
多拉的郵局自1879年營運至今。

## 地理
多拉所處的海拔為高於海平面317米（即1040英呎），而該地所採用的時區為UTC-6，即北美中部時區（CST）。同時該地設有夏令時間，為UTC-6調快一小時，即UTC-5（CDT）。